# Utö socken
Utö socken i Södermanland ingick i Sotholms härad, ingår sedan 1971 i Haninge kommun och motsvarar från 2016 Utö distrikt.
Socknens areal är 44,79 kvadratkilometer, varav 44,77 land.  År 2000 fanns här 230 invånare.  Sockenkyrkan Utö kyrka ligger i socknen. 

## Administrativ historik
Utö socken bildades genom utbrytning ur Österhaninge församling (eventuellt ur Ornö församling) och hade en egen kaplan senast från 1726 och blev egen jordebokssocken 1889. I samband med detta överfördes byarna Byle, Ede, Storbyn, Söderby, Trema och Underskog från Österhaninge socken och byarna Nåttarö, Rånö och Ålö från Ösmo socken.
Vid kommunreformen 1862 övergick socknens ansvar för de kyrkliga frågorna till Utö församling och för de borgerliga frågorna till Utö landskommun. Landskommunen inkorporerades 1952 i Dalarö landskommun som 1959 uppgick i Österhaninge landskommun som 1971 uppgick i Haninge kommun. Församlingen uppgick 2002 i Dalarö-Ornö-Utö församling.
1 januari 2016 inrättades distriktet Utö, med samma omfattning som församlingen hade 1999/2000.  
Socknen har tillhört län, fögderier, tingslag och domsagor enligt vad som beskrivs i artikeln Sotholms härad. De indelta båtsmännen tillhörde Första Södermanlands båtsmanskompani.

## Geografi och natur
Utö socken utgörs av Utö och kringliggande öar som Ålö, Rånö och Nåttarö, utanför Mysingen. Socknen består skog och kalt berg med viss odlingsbygd i sänkor på huvudön.
Det finns tre naturreservat i socknen. Utö ingår i EU-nätverket Natura 2000 medan Nåttarö och Ålö-Rånö är kommunala naturreservat.
En sätesgård var Edesnäs säteri. 1889 överfördes Rånö säteri från Ösmo socken i Nynäshamns kommun.

## Fornlämningar
Från bronsåldern finns stensättningar och ett gravfält. Vid Skogsbyn finns ett vikingatida gravfält. En labyrint har påträffats på Mälsten och talrika gruvhål har påträffats, framför allt Utö gruvor.

## Befolkningsutveckling
Befolkningen ökade från 472 1810 till 648 1870 varefter den minskade till 106 1970 då den var som minst under 1900-talet. Därefter har folkmängden ökat till 225 invånare 1990.

## Namnet
Namnet (1300 Uthö) kommer från huvudön och syftar på att ön låg längst ute mot havet.